# Quái vật

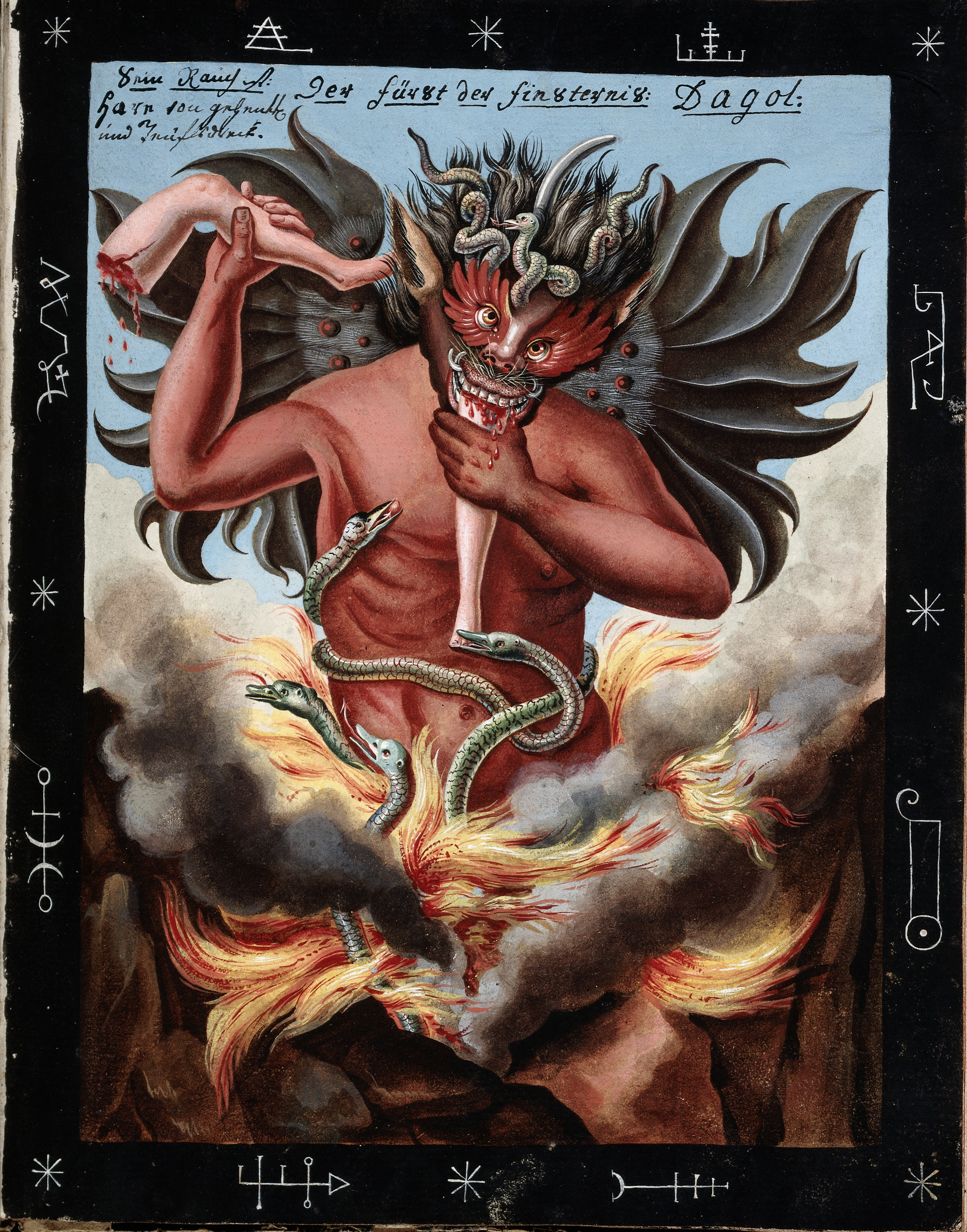
Satan được miêu tả là một con quái vật gớm ghiếc và khổng lồ trong một minh họa cổ xưa

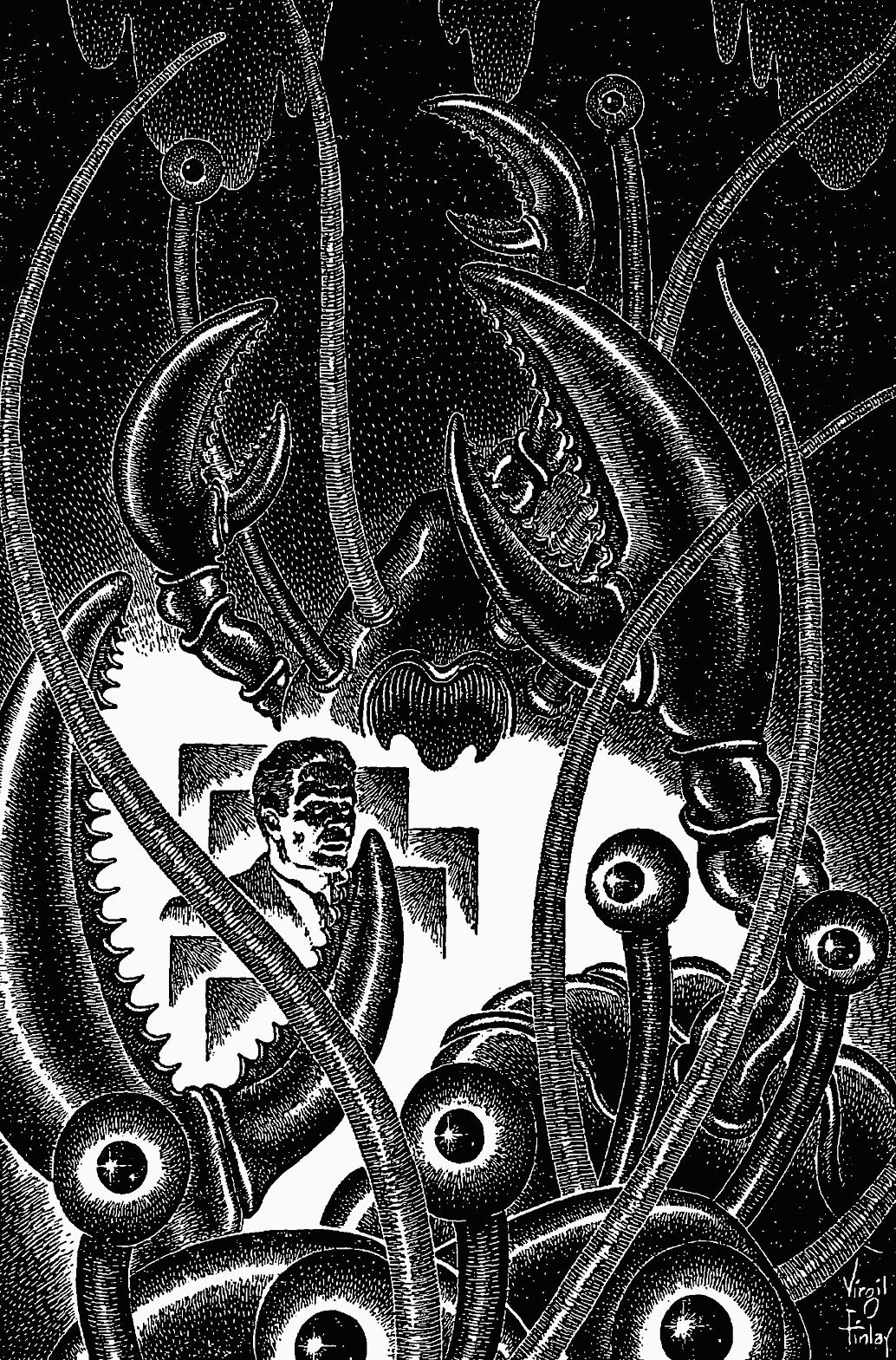
Quái vật càng cua trong tiểu thuyết The Time Machine

Quái vật chỉ các loài vật truyền thuyết thường xuất hiện trong truyền thuyết hoặc truyện kinh dị. Từ quái vật chỉ những thực thể là các ngoại lệ kì quái đối với các định chuẩn của một hệ sinh thái nào đó. Một người bị gọi là quái vật thường được coi là độc ác một cách bất thường. Chữ quái vật bao hàm một cái gì đó sai trái và độc ác; một thực thể quái vật thường bị phản đối về mặt đạo đức, có cấu tạo cơ thể hoặc tâm lý tạo cảm giác ghê tởm, hoặc có bản chất kì dị.